# Przemyślany (gmina)
Przemyślany – dawna gmina wiejska w powiecie przemyślańskim województwa tarnopolskiego II Rzeczypospolitej. Siedzibą gminy było miasto Przemyślany, które stanowiło odrębną gminę miejską.
Gminę utworzono 1 sierpnia 1934 r. w ramach reformy na podstawie ustawy scaleniowej z dotychczasowych gmin wiejskich: Borszów, Brykoń, Czupernosów, Krosienko, Lipowce, Ładańce, Łonie, Majdan Lipowiecki, Meryszczów, Pletenice, Pniatyn, Siworogi, Uniów, Uszkowice, Wołków, Wypyski i Łahodów (część).
Po wybuchu II wojny światowej okupowana przez ZSRR. W 1941 roku przejęta przez władze hitlerowskie, którzy włączyli ją do powiatu złoczowskiego w dystrykcie Galicja w Generalnym Gubernatorstwie. Tam gmina Przemyślany uległa zmianom granic. Od gminy Przemyślany odłączono Brykoń, Meryszczów, Pletenice i Wołków (włączając je do gminy Janczyn), Lipowce i Łonie (włączając je do gminy Gołogóry) oraz Pniatyn (włączając go do gminy Dunajów). Równocześnie do gminy Przemyślany włączono większą część zniesionej gminy Świrz (Kimirz, Kopań, Niedzieliska i Świrz).
Po wojnie obszar gminy został włączony do Ukraińskiej SRR w ZSRR.